# Nuevo Cancionero
O Nuevo Cancionero, também conhecido como Movimiento del Nuevo Cancionero, foi um movimento literário e musical  argentino, com projeção em toda a América Latina. Lançado na cidade de Mendoza, em 1963, marcou a música popular da Argentina das décadas de 1960 e 1970. O movimento foi integrado por Mercedes Sosa e seu marido,  Manuel Oscar Matus, além de Armando Tejada Gómez,  Eduardo Aragón, Tito Francia e Juan Carlos Sedero, entre outros artistas. 
Seu objetivo foi acelerar o desenvolvimento de um cancioneiro nacional argentino em renovação permanente, sem fronteiras entre gêneros, que fosse capaz de superar a oposição tango-folklore e evitar as manifestações puramente comerciais. 
O Nuevo Cancionero se inseriu no marco do "boom do folclore argentino" produzido na década de 1960 e abriu caminho a uma visão da música popular argentina mais aberta e orientada à inovação.

## Causas
O movimento pode ser compreendido como uma reação à influência cultural norte-americana e europeia que ganhou força com a chegada de estrangeiros que alterou o perfil social das grandes cidades, tornando-as mais cosmopolitas.

## História
Na década de 1950, se desenvolveu uma intensa atividade intelectual e cultural em Mendoza que impulsionou um processo de valorização da cultura popular no final daquela década.
Nesse processo, merecem destaque aqueles que procuravam:
- recompilar e difundir as músicas folclóricas, como: Ismael Moreno e Alberto Rodríguez; e
- abrir espaços na mídia e a professionalização dos músicos folclóricos, como: Hilário Cuadros e Antônio Tormo.

Segundo Pablo Vila, uma das causas do "boom" do folclore na década de 1960, foi a migração interna para as grandes cidades, que devido à imigração externa tinham grande influência da cultura estrangeira. Estabeleceu-se um antagonismo, socio-econômico e cultural, entre os migrantes internos, chamados pejorativamente como: “cabecitas negras” e as elites urbanas de ascendência europeia (não miscegenados).
Esses migrantes internos, que formavam as camadas populares, iriam se identificar politicamente com o peronismo e, no campo cultural, com a música de raiz folclórica. Com a queda do peronismo, esses setores voltaram a ser marginalizados também no campo cultural.
Outro aspecto salientado por Vila é o de que a elevação do nivel poético, musical e interpretativo da canção de raiz folclórica, permitiu sua aceitação pelo setor médio urbano.
Em 11 fevereiro de 1963, um grupo de músicos e poetas deu início ao "Movimiento del Nuevo Cancionero" por meio de um concerto realizado no Círculo de Periodistas. Naquele dia foi publicada uma entrevista no "Diario Los Andes" promovendo o referido concierto, concedida pelos músicos Tito Francia, Juan Carlos Sedero e Oscar Matus, pelo poetas Armando Tejada Gómez e Pedro Horácio Tusoli, pela cantora Mercedes Sosa e pelo bailarino Víctor Nieto. Além disso foi divulgado um Manifesto escrito por Armando Tejada Gómez e assinado por: Tito Francia, Óscar Matus, Mercedes Sosa, Víctor Gabriel Nieto, Martín Ochoa, David Caballero, Horácio Tusoli, Perla Barta, Chango Leal, Graciela Lucero, Clide Villegas, Emilio Crosetti e Eduardo Aragón. Depois se juntaram outros nomes como o escritor Antônio Di Benedetto e o pintor Carlos Alonso.
Armando Tejada Gómez merece especial destaque nesse grupo, pois concebeu as diretrizes teóricas do movimento de modo que com seu pensamento e produção literária impulsionou a valorização da cultura popular, em um contexto no qual o nacionalismo ganhava força na Argentina.
Em seu início, o referido manifesto afirmava que: "La búsqueda de una música nacional de contenido popular, ha sido y es uno de los más caros objetivos del pueblo argentino".
O Manifesto   deste movimento:
- Definiu o "Nuevo Cancionero" como uma busca artística e social[7];
- Entendia o folclore como algo vivo, em movimento, que seria um canal para as reivindicações do homem comum para solucionar seus problemas sociais, e que deveria passar por uma renovação estética;
- Se manifestou contra a hegemonia de Buenos Aires sobre o interior do país, nos aspectos políticos e culturais;
- Pôs em destaque a tensão entre a concepção essencialista e tradicionalista do folclore, tendo como perspectiva a construção mítica de identidade nacional e a concepção do cancionero como expressão de uma problemática real e contemporânea, uma identidade renovada.

Dentre os compositores que ajudaram a renovar o folclore musical argentino, merecem destaque: Buenaventura Luna e Atahualpa Yupanqui, que serviram de inspiração para os integrantes do movimento.
Dentre os que ajudaram a renovar o cancioneiro urbano na época, merecem destaque: Carlos Gardel, Alfredo Le Pera, Nini Flores e Enrique Santos Discépolo.
Dentre seus críticos, pode-se citar: Ernesto Fluixá e Jorge Segura, que eram contrários à renovação das tradições folclóricas, que deveriam ser conservadas como eram, além de Víctor Pizarro e Santiago Bértiz, que questionavam a legitimidade de um grupo para "promover" a renovação das tradições folclóricas, pois esse seria um processo que deveria ocorrer naturalmente.
Um das canções mais importantes do movimento foi: "Canción con todos", de 1969, com letra de Armando Tejada Gomez e música de César Isella.
Dentre os artistas que se juntaram ao movimento posteriormente, podem-se citar: Hamlet Lima Quintana, Chany Suarez, Víctor Heredia, Júlio Lacarra, León Gieco e os integrantes do Cuarteto Zupay.
Em agosto de 2013, foi exibido, no canal de televisão Encuentro da Argentina, o documentário "Nuevo Cancionero, el Movimiento", dirigido por Gisela Levín, em quatro episódios de 26 minutos. Em outubro de 2014, esse documentário recebeu o Prêmio "Martín Fierro de Cable" de "Melhor Programa de Música: Tango ou Folclore".

## Fonte
- Manifiesto fundacional del Movimiento del Nuevo Cancionero, Texto completo. Página oficial de Mercedes Sosa.